# Si Prachan (huyện)
Si Prachan (tiếng Thái: ศรีประจันต์) là một huyện (amphoe) ở phía đông của tỉnh Suphanburi, miền trung Thái Lan.

## Lịch sử
Chính quyền đã tách một số khu vực của huyện Tha Phi Liang (nay là Mueang Suphanburi) và Nang Buat để lập huyện Si Prachan năm 1901.

## Địa lý
Các huyện giáp ranh (từ phía nam theo chiều kim đồng hồ) là: Mueang Suphanburi, Don Chedi và Sam Chuk, và Sawaeng Ha, Pho Thong, Samko và Wiset Chai Chan của tỉnh Ang Thong.
Nguồn nước chính ở huyện này là sông Tha Chin hay sông Suphan.

## Hành chính
Huyện này được chia thành 9 phó huyện (tambon). Thị trấn (thesaban tambon) Si Prachan nằm trên một phần của tambon Si Prachan và Ban Krang.
| 1. | Si Prachan   | ศรีประจันต์ |  |
| 2. | Ban Krang    | บ้านกร่าง  |  |
| 3. | Mot Daeng    | มดแดง    |  |
| 4. | Bang Ngam    | บางงาม   |  |
| 5. | Don Pru      | ดอนปรู    |  |
| 6. | Plai Na      | ปลายนา   |  |
| 7. | Wang Wa      | วังหว้า    |  |
| 8. | Wang Nam Sap | วังน้ำซับ   |  |
| 9. | Wang Yang    | วังยาง    |  |